# Tidjane Thiam
Tidjane Thiam (29 luglio 1962) è un banchiere ivoriano francese, amministratore delegato (CEO) della banca svizzera Credit Suisse dal marzo 2015 al febbraio 2020. È stato CFO del gruppo bancario britannico Prudential dal 2007 al 2009, e poi CEO fino al 2015. Nel 2019, Thiam è diventato membro del Comitato Olimpico Internazionale (CIO)..

## Biografia
Thiam è nato in Costa d'Avorio nel 1962. È un discendente di due importanti famiglie del Senegal e della Costa d'Avorio. Da parte di madre, è un discendente della regina Yamousso, da cui prende il nome la capitale della Costa d'Avorio, Yamoussoukro. La madre di Thiam, Marietou, era nipote del capo Félix Houphouët-Boigny,fondatore e primo presidente della Costa d'Avorio (noto per la citazione "La gente è sorpresa che mi piaccia l'oro. È solo che ci sono nato").
Suo padre, Amadou Thiam, un giornalista, è nato in Senegal ed è emigrato in Costa d'Avorio nel 1947. Sostenne Houphouet-Boigny nella sua lotta per l'indipendenza del paese e prestò servizio per più di dieci anni nel governo ivoriano dopo l'indipendenza. Lo zio di Tidjane, Habib Thiam, fu Primo Ministro del Senegal per più di 10 anni e fu anche Presidente dell'Assemblea Nazionale.
Nel 1982 Thiam fu il primo ivoriano a superare l'esame di ammissione all'École Polytechnique di Parigi. Nel 1984 si è laureato all'École Polytechnique e nel 1986 all'École Nationale Supérieure des Mines de Paris. Nel 1986 gli è stata offerta una borsa di studio per studiare per un MBA all'INSEAD e aderire al 'McKinsey Fellows Programme' a Parigi. Ha ricevuto un MBA dall'INSEAD nel 1988. Nel 1989 si prese un anno sabbatico da McKinsey per partecipare al Programma giovani professionisti della Banca Mondiale a Washington, D.C. Tornò a McKinsey nel 1990, lavorando prima a New York e poi a Parigi sino al 2002.
Thiam, che ha la doppia cittadinanza ivoriana e francese, ha sempre detto di non essere un politico: "Mi piace la vita d'affari. Mi piace mantenere un po' di fiducia nella natura umana, e una cosa che sento della politica è che se vuoi perdere la fiducia che hai nelle persone, rimani in quell'attività".
Nel dicembre 1993, il primo presidente ivoriano, Félix Houphouët-Boigny, morì e fu sostituito da Henri Konan Bédié. Nell'aprile 1994, su richiesta del nuovo Presidente, Thiam lasciò la Francia e McKinsey per tornare ad Abidjan e diventare il CEO del National Bureau for Technical Studies and Development (BNETD), un organo di sviluppo delle infrastrutture e consulenza economica con oltre 4.000 dipendenti, riportando direttamente al Presidente e al Primo Ministro. In tale ruolo gestiva anche negoziati chiave con il Fondo monetario internazionale e la Banca mondiale. Thiam è stato anche un membro chiave del Comitato per la privatizzazione, incaricato di privatizzare vasti beni statali.
Nell'agosto 1998, oltre al suo ruolo al BNETD, dove divenne presidente, Thiam entrò formalmente nel gabinetto e fu nominato Ministro della Pianificazione e dello Sviluppo. Nei suoi anni in Costa d'Avorio, Thiam promosse il coinvolgimento del settore privato nello sviluppo delle infrastrutture. Ha implementato progetti faro tra cui la centrale elettrica di Azito (nominata dal Financial Times come una delle decisioni di investimento di successo più audaci al mondo), la ristrutturazione dell'aeroporto di Abidjan e la costruzione del ponte a pedaggio Riviera Marcory, il cui finanziamento è stato chiuso pochi giorni prima del colpo di stato del 1999. Una delle prime azioni del nuovo presidente, Alassane Ouattara, nel 2011 è stata quella di iniziare la costruzione di quel ponte come originariamente supervisionato da Thiam, con gli stessi promotori.
Thiam ha promosso attivamente un ampio programma di privatizzazione che ha visto, tra il 1994 e il 1999, la Costa d'Avorio guidare i paesi africani privatizzando il telefono, i servizi, la produzione di energia elettrica, gli aeroporti, le ferrovie e molte aziende del settore agricolo. Nel 1998, il World Economic Forum di Davos lo nominò uno dei 100 leader globali annuali per il domani, e nel 1999 il Forum lo nominò membro del Dream Cabinet. Nel dicembre 1999, mentre Thiam era all'estero, l'esercito ivoriano prese il controllo del governo. Thiam tornò nel paese, dove fu arrestato e trattenuto per diverse settimane. Il generale Guéï, il nuovo capo di stato, gli offrì la posizione di capo di stato maggiore, ma declinò e lasciò il paese all'inizio del 2000.

### Aviva e Prudential
Al ritorno in Europa, a Thiam fu offerta una partnership da McKinsey a Parigi, diventando uno dei leader della pratica delle istituzioni finanziarie della società. Nel 2002 è entrato a far parte di Aviva, inizialmente come direttore della strategia e dello sviluppo del gruppo, poi come amministratore delegato di Aviva International e amministratore delegato di Aviva Europe. Nel gennaio 2007, dopo che Richard Harvey aveva annunciato le sue dimissioni, Thiam fu consifderato il possibile futuro capo del gruppo. Nel settembre 2007 ha invece lasciato Aviva per diventare chief financial officer di Prudential plc. Nel marzo 2009, Thiam è stato nominato amministratore delegato dopo le dimissioni in ottobre di Mark Tucker. È stato il primo africano a guidare una società quotata FTSE 100. La sua uscita dall'incarico è stata annunciata il 10 marzo 2015.
Dopo essere diventato amministratore delegato, Prudential ha lanciato un'offerta per AIA, l'ala asiatica dell'AIG colpito dalla crisi. Ne seguì una battaglia pubblica, con alcuni investitori che si lamentavano del prezzo di 35,5 miliardi di dollari che Prudential offriva di pagare. L'offerta alla fine fallì, dopo che il rifiuto del consiglio di amministrazione di AIG. AIA è stata successivamente quotata alla Borsa di Hong Kong e il valore della società è rapidamente salito al di sopra del prezzo di offerta originale di Prudential. Thiam è stato oggetto di forti critiche personali a seguito del fallimento dell'offerta, in parte a causa dei costi sostenuti dalla società nel perseguire l'offerta. Tuttavia, è stato rieletto come CEO all'assemblea generale generale del maggio 2011 con il 99,3%. Nei primi nove mesi del 2011, Prudenziale ha registrato un aumento del 14% dei nuovi profitti aziendali rispetto allo stesso periodo del 2010, con vendite assicurative totali in aumento del 10%. Nei risultati dell'intero anno per il 2013, Prudential ha realizzato un utile operativo di £ 2,95 miliardi di sterline, in aumento del 17% rispetto all'anno precedente. Nel marzo 2013, la Financial Services Authority ha multato Prudential per 30 milioni di sterline e ha censurato il suo CEO, Thiam, per non averle informato dei suoi piani di acquisto di AIA e per il mancato trattamento della FSA in modo aperto e cooperativo.

### Credit Suisse
Il 10 marzo 2015 è stato nominato amministratore delegato (CEO) della società svizzera di investment bank e servizi finanziari Credit Suisse Group AG. Un'ora dopo l'annuncio della nomina, il titolo della società è aumentato del 7,5%. Durante i suoi primi due anni, ha guidato la banca attraverso un processo di ristrutturazione che tagliava costi e posti di lavoro. Il suo compenso è stato di 9,9 milioni di dollari nel 2016 e di 10,2 milioni di dollari nel 2017.
Dal 2016 al 2019, con Thiam Credit Suisse ha ampliato la propria attività di wealth management e generato nuove attività nette per 121 miliardi di franchi svizzeri (113,7 miliardi di euro) e l'utile al lordo delle imposte dalla gestione patrimoniale è cresciuto a doppia cifra (+15%) per quattro anni consecutivi, da 2,5 miliardi di euro nel 2015 a 4,4 miliardi di euro nel 2019. Nel marzo 2018, Thiam ha dettagliato un nuovo percorso di redditività per l'azienda affermando: "Abbiamo ripulito molte operazioni indesiderate che non avremmo dovuto fare... Non c'è modo di ripulire il passato, data l'eredità che abbiamo, senza generare perdite".
Nel febbraio 2020, Tidjane Thiam si è dimesso dalla carica, a seguito dello scandalo, scoppiato nel settembre 2019, relativo allo spionaggio da parte di investigatori privati incaricati dalla banca ai danni dell'ex capo della sezione Gestione Patrimoniale di Credit Suisse, Iqbal Khan, e dell'ex capo delle risorse umane Peter Goerke. Al suo posto è stato nominato il numero uno degli affari elvetici della banca, Thomas Gottstein.

### Dopo il Credit Suisse
Nel 2020, Thiam è stato nominato dagli azionisti della Fondazione Kering per entrare a far parte del consiglio di amministrazione, nonché per assumere la posizione di presidente del comitato di audit. Nel novembre 2020, Thiam è stato nominato dal gabinetto del Ruanda a capo del consiglio di amministrazione di Rwanda Finance Limited. All'inizio del 2021, è stato nominato dal G20 all'High Level Independent Panel (HLIP) sul finanziamento dei beni comuni globali per la preparazione e la risposta alla pandemia, co-presieduto da Ngozi Okonjo-Iweala, Tharman Shanmugaratnam e Lawrence Summers. 

### Elezioni presidenziali del 2025
Il 7 febbraio 2025, Tidjane Thiam ha annunciato di aver rinunciato alla nazionalità francese per poter partecipare alle elezioni presidenziali del 25 ottobre 2025. Il 16 aprile 2025 si candida alle primarie del "PDCI". Il 22 aprile 2025 è stato cancellato dalle liste elettorali e un tribunale ha stabilito che aveva perso la cittadinanza ivoriana dopo aver acquisito quella francese nel 1987. Nel maggio 2025, Tidjane Thiam verrà rimosso dalle liste elettorali, diventando di fatto ineleggibile per le elezioni presidenziali del 2025.

## Vita privata
Tidjane era sposato con Annette Anthony Thiam, un avvocato afro-americano che lavorava per Joe Biden, con cui ha avuto due figli. Tidjane e Annette si sono separati nel 2015 e hanno divorziato nel 2016. Il figlio maggiore di Tidjane, Bilal Thiam, è morto di cancro nel maggio 2020 all'età di 24 anni.